# Aegocera
Aegocera é um gênero de traça pertencente à família Arctiidae.

## Espécies
- Aegocera anthina Jordan, 1926
- Aegocera bettsi Wiltshire, 1988
- Aegocera brevivitta Hampson, 1901
- Aegocera bimacula Walker, 1854
- Aegocera ferrugo Jordan, 1926
- Aegocera fervida (Walker, 1854)
- Aegocera geometrica Hampson, 1910
- Aegocera humphreyi (Hampson, 1911)
- Aegocera jordani Kiriakoff, 1955
- Aegocera menete (Cramer, 1775)
- Aegocera naveli Le Cerf, 1922
- Aegocera obliqua Mabille, 1893
- Aegocera rectilinea Boisduval, 1836
- Aegocera tigrina (Druce, 1882)
- Aegocera tricolora Bethune-Baker, 1909
- Aegocera tripartita Kirby, 1880
- Aegocera venulia Cramer, [1777]